# Milan Neralić
Milan (Mihajlo) Neralić  (Horvát–Szlavónország, Károlyváros megye, Szluin, 1875. február 26. – Osztrák–Magyar Monarchia, Alsó-Ausztria, Bécsújhely, 1918. február 17.) olimpiai bronzérmes horvát nemzetiségű osztrák kardvívómester.
A második nyári olimpián, az 1900. évi nyári olimpiai játékokon, Párizsban indult vívásban, egy versenyszámban: kardvívásban, ami vívómestereknek volt kiírva és bronzérmes lett